# Десфлуран
Десфлура́н — высокофторированный метилэтиловый эфир, используемый для поддержания общей анестезии. Как и галотан, энфлуран и изофлуран, представляет собой рацемическую смесь оптических изомеров. Вместе с севофлураном постепенно вытесняет изофлуран в медицинской практике, за исключением экономически менее развитых регионов, где его высокая стоимость ограничивает применение. Десфлуран обладает самым быстрым началом действия и завершением анестезии среди летучих анестетиков, используемых для общей анестезии, благодаря его низкой растворимости в крови.

## Химические свойства
Десфлуран химически стабилен. Единственная известная реакция разложения происходит при длительном прямом контакте со смесью гидроксида натрия и оксида кальция с образованием небольшого количества трифторметана. Количество полученного трифторметана аналогично тому, которое образуется при использовании доз изофлурана, эквивалентных минимальной альвеолярной концентрации (МАК). В присутствии сильных кислот заметного разложения не происходит.
| Энантиомеры десфлурана | Энантиомеры десфлурана |
| ---------------------- | ---------------------- |
| (R)-Enantiomer         | (S)-Enantiomer         |

## Физические свойства
Десфлуран представляет собой бесцветную, негорючюю летучую жидкость. Температура кипения 23,5°C.

## Механизм действия
Десфлуран действует как положительный аллостерический модулятор ГАМКA и глициновых рецепторов, а также как отрицательный аллостерический модулятор никотинового ацетилхолинового рецептора. Кроме того, он влияет на другие ионные каналы, управляемые лигандами.

## Физиологические эффекты
Десфлуран вызывает дозозависимое снижение артериального давления за счёт уменьшения системного сосудистого сопротивления. Однако быстрое повышение концентрации десфлюрана в газовой смеси может вызвать кратковременный симпатический ответ, связанный с высвобождением катехоламинов. Несмотря на то, что десфлюран обладает выраженным раздражающим эффектом, он всё же является бронходилататором. Препарат снижает дыхательную реакцию на гипоксию и гиперкапнию. Как и севофлюран, десфлюран благодаря своим вазодилатирующим свойствам повышает внутричерепное давление и мозговой кровоток, но при этом снижает метаболическую активность головного мозга. Также он способствует расслаблению мышц и усиливает нервно-мышечную блокаду в большей степени, чем севофлуран.

## Противопоказания
Противопоказан для индукции общей анестезии у детей из-за высокого риска ларингоспазма. Не следует использовать у пациентов с известной или предполагаемой восприимчивостью к злокачественной гипертермии. Также противопоказан у пациентов с повышенным внутричерепным давлением.